# 2305 King
2305 King (1980 RJ1) là một tiểu hành tinh vành đai chính.